# ナポレオンの亡霊
『ナポレオンの亡霊』（The Ghost Napoleon）とは1934年にイギリスの戦略家ベイジル・リデル＝ハートによって発表された軍事思想史の著作である。
リデル=ハートは1932年から1933年にわたってケンブリッジ大学の講座で『18世紀から20世紀に至る軍事思想の動向とその欧州史に与えた影響』の題目で講演を実施した。この著作はその講演の論旨にさらに内容を加筆したものであり、ヨーロッパにおける軍事思想が堕落したことを指摘することで、今後の軍事思想のあり方について論じている。本書の構成は第1章起源、第2章戦法の醸成者たち、第3章歪曲された理論、第4章反省から成り立っている。
近代的な軍事思想の起源である18世紀をリデル=ハートは軍事ルネサンスと呼んでいる。この時代には防御の優位性や兵站能力の制約から決戦が成立しえない状況があった。したがって戦場では双方ともに決戦を回避しようとした。密集横隊の慣習が旧来からの軍事思想の影響から採用されていたが、これは戦場での部隊の機動力を阻害してますます決戦の遂行を妨げた。しかしこれは指揮官の責任ではなく、当時の軍事的諸条件によるものであった。18世紀においてはフランスの軍人モーリス・ド・サックスも『我が瞑想』でナポレオンにより実践される軍事思想の開祖と位置づけることができる。サックスは迅速な機動力が戦闘力として重要であることを指摘し、追撃を推奨し、部隊編制の方法を確立した。サックスの軍事思想はピエール・ド・ブールセやギベールなどに継承された。ブールセは作戦計画に代替案を考案する重要性を主張し、不測事態に対処する可能性を計画の中に盛り込むことを提唱した。またギベールもナポレオンの戦術で実践される作戦行動の諸原則を『戦術一般論』において述べている。
ナポレオン戦争の観察者であったアントワーヌ・アンリ・ジョミニとカール・フォン・クラウゼヴィッツはリデル=ハートによって軍事思想の転換期に位置づけられている。彼らはナポレオンが機動力を以って戦力を集中し、優勢を確保しようとしたことを戦術の真理であると皮相的に理解してしまった。ジョミニは戦争の原則として奇襲ではなく大量集中を、機動ではなく幾何学の方式を持ち込んだ。クラウゼヴィッツは絶対戦争の理論を構築し、戦争術の本質は損害を伴わずに敵を屈服させる工夫ではなく、戦争のあらゆる行為の目的を敵の殲滅に結び付けた。クラウゼヴィッツの殲滅戦の理論は特に戦闘に関する議論で示されている。またクラウゼヴィッツは同時に精神的要素を重要視しており、これらの軍事思想はフェルディナン・フォッシュによって歪曲されることになった。フォッシュは『戦争の原則』で物質的な戦闘力を軽視し、精神的要素を過大評価していた。このような第一次世界大戦における軍事思想の停滞は戦局そのものにも影響し、長期的な消耗戦を余儀なくされることとなった。
リデル=ハートは軍事史において軍事的な創意工夫が重要な役割を果たしていることを強調し、融通性の意義を主張している。ここでの融通性とは教条的な原則を保持するのではなく、現実的な目標に合致した手段の採用を指示するものであり、敵の壊滅という絶対戦争の観念的原則を修正するものである。したがって戦争の現実について常に柔軟性を持ちながら対処しなければならず、固定観念により狭められた軍事思想を保持し続けてはならない。これを達成するためには思想の自由や研究の公正を踏まえて軍事研究を批判的に進める必要がある。つまり軍事思想が妥当なのかどうかは常に再点検の対象とならなければならず、現実に対処する必要に応じて改善を繰り返すことが求められている。